# Pandemia de COVID-19 na Suécia

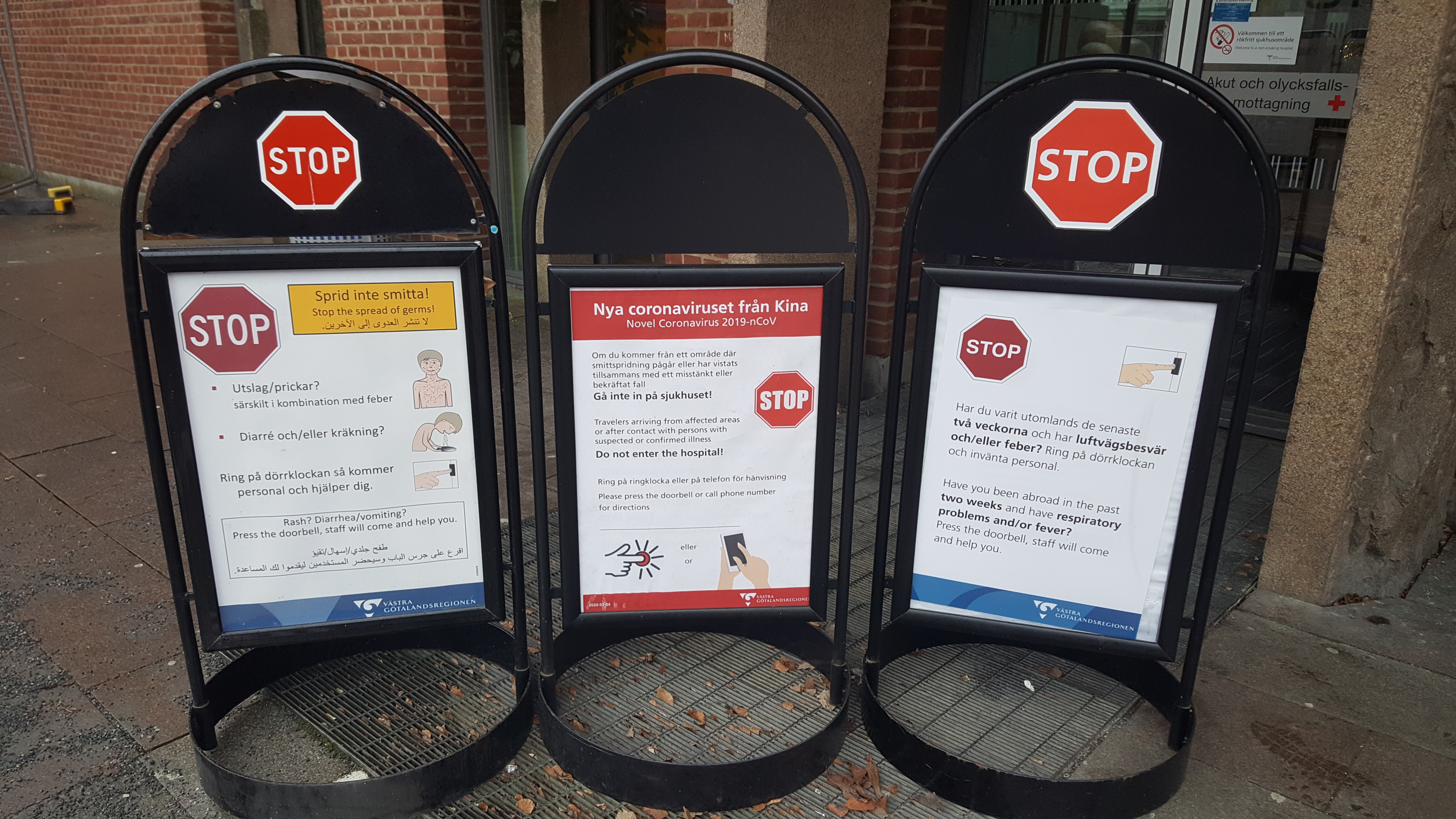
Letreiro no exterior do hospital Sahlgrenska, em Gotemburgo, pedindo aos pacientes que fiquem no exterior e toquem a campainha.

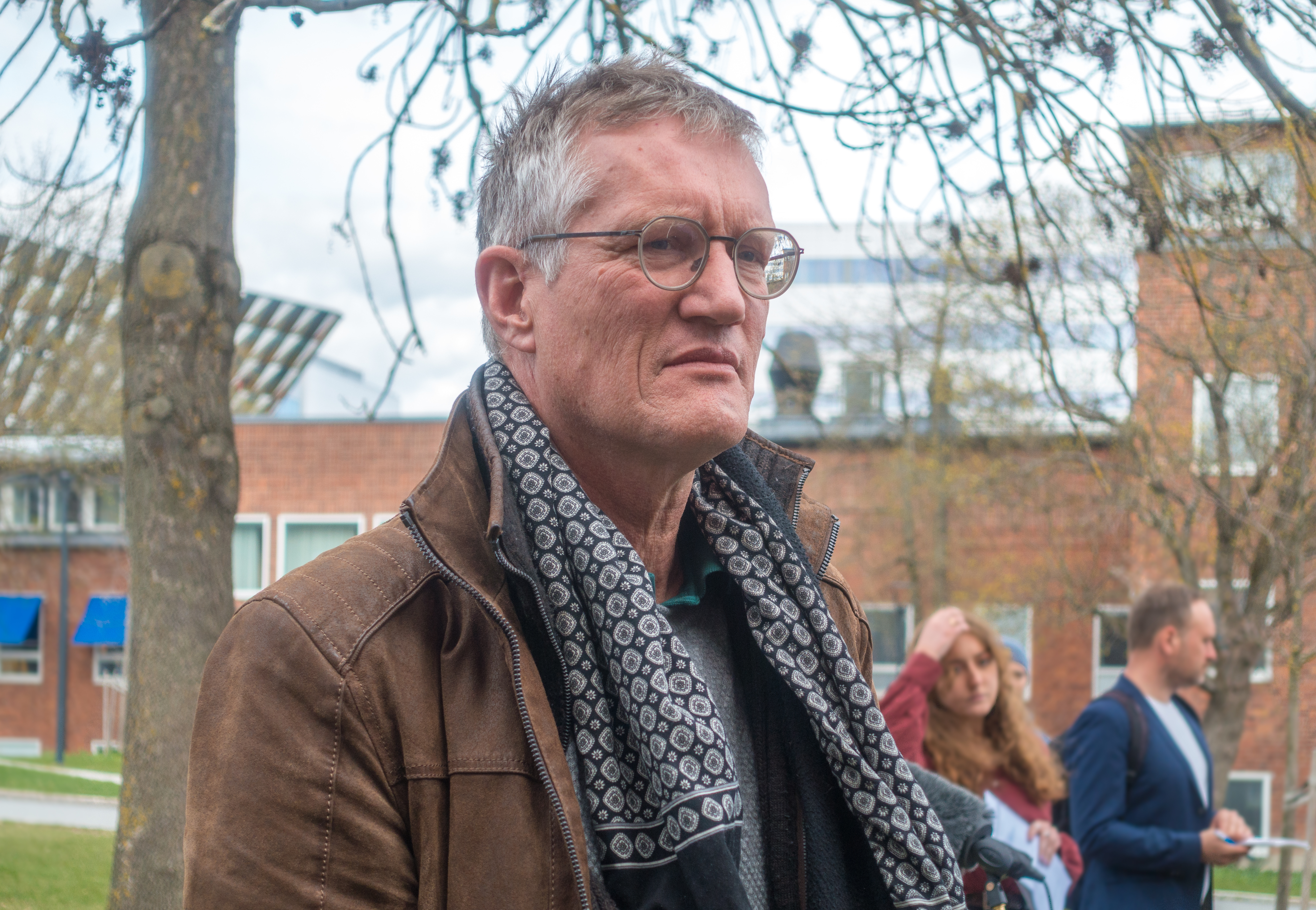
Anders Tegnell - o epidemiologista chefe da Suécia.

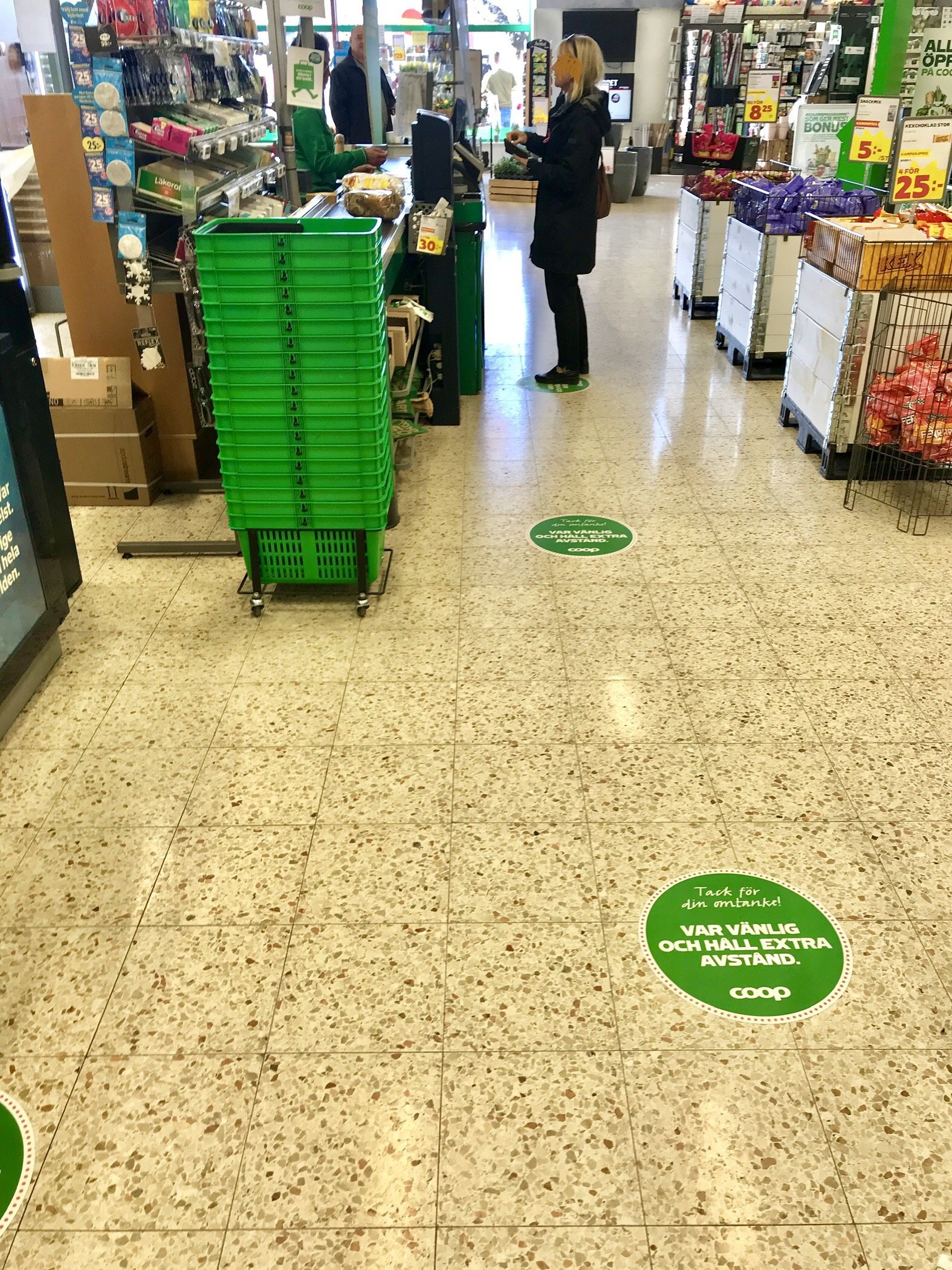
Marcadores de distanciamento numa loja em Åmål.

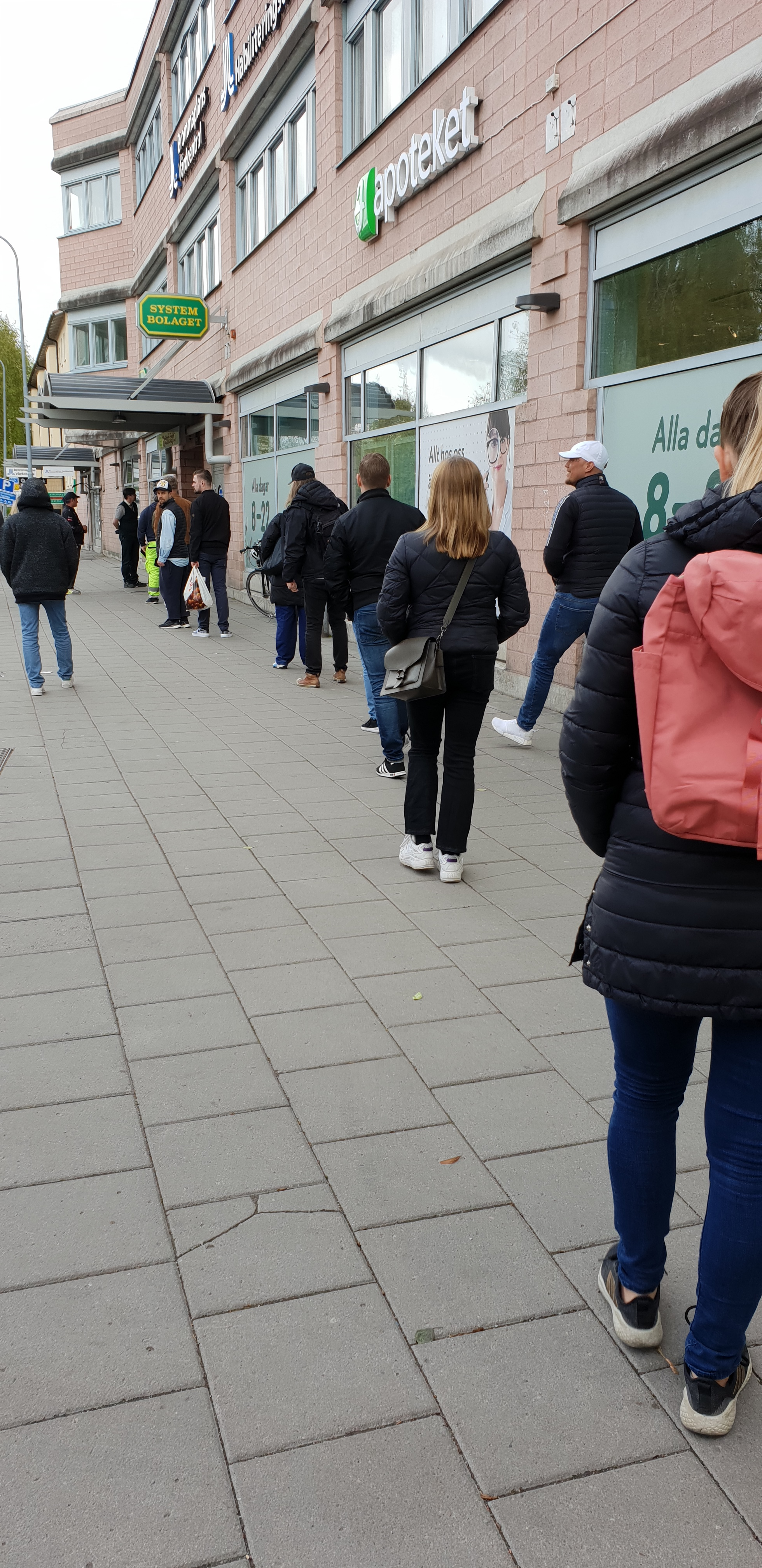
Fazendo f146 461ila para entrar em loja de bebidas alcoólicas.

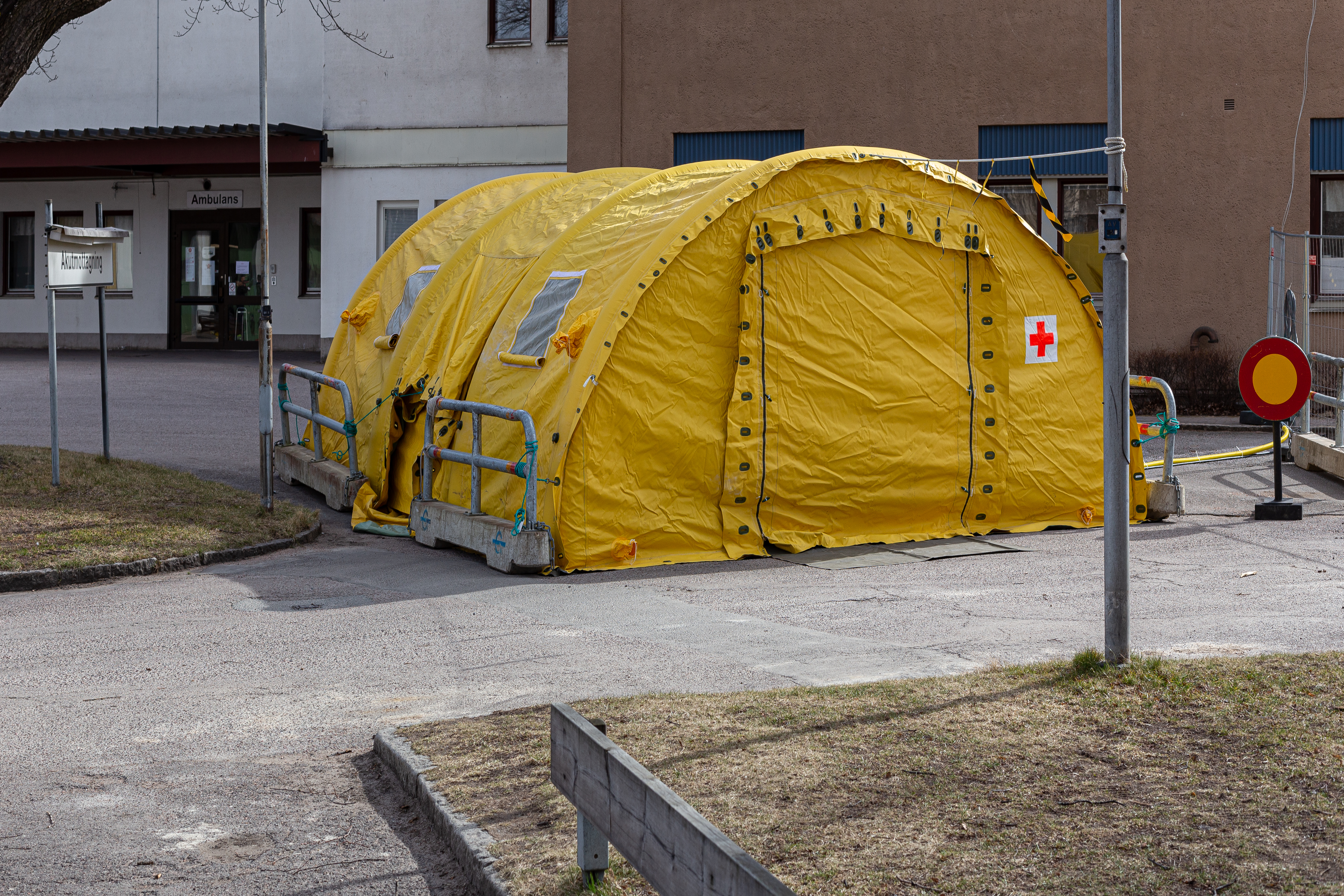
Tenda de controlo à entrada do hospital de Avesta.

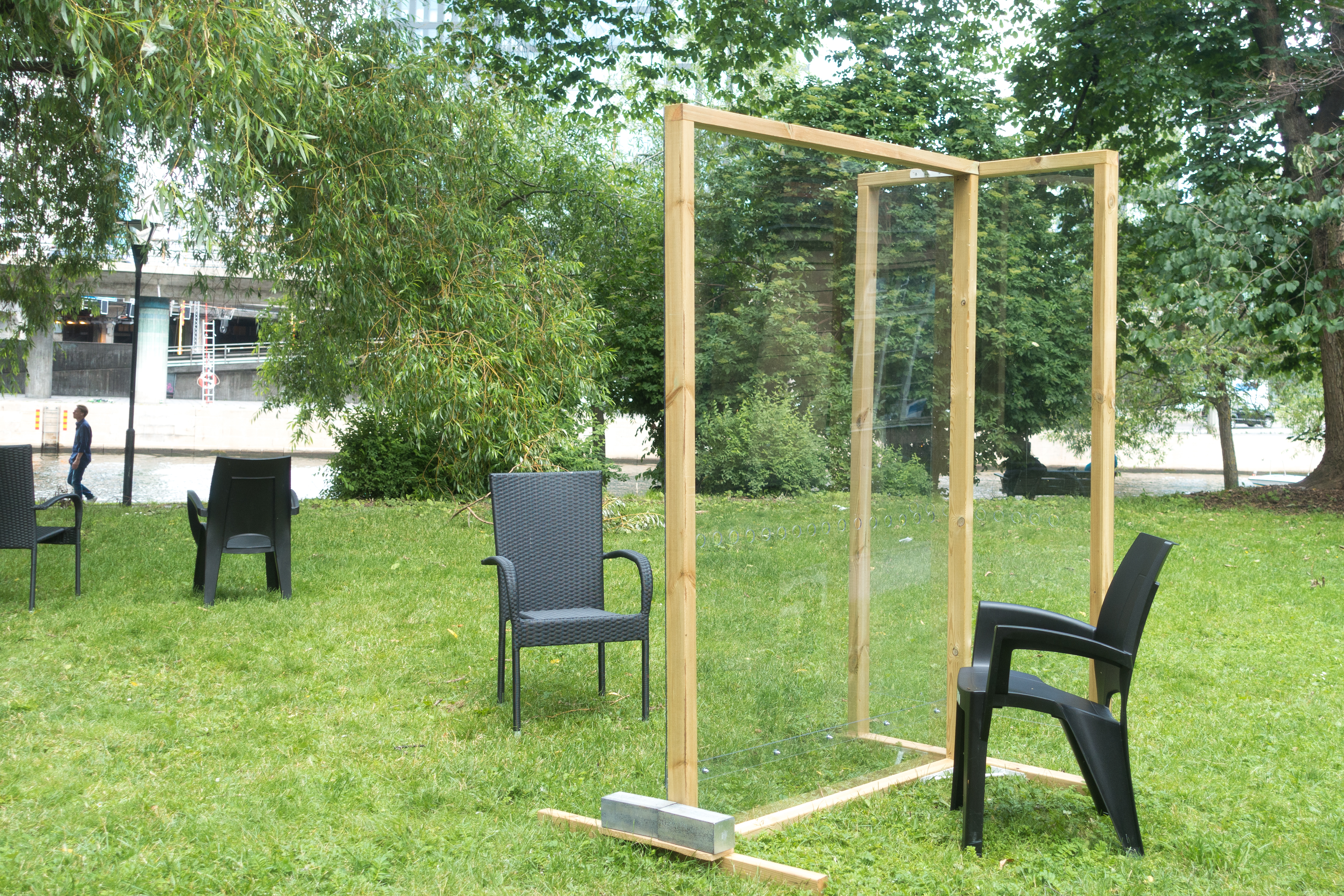
Vidros protetores para visitantes em lares de idosos em Estocolmo.

Até o dia 3 de outubro de 2022, a Suécia contava com 2 588 441 casos confirmados, com um número total de 20 225 mortes.
O programa de vacinação está em curso, tendo até o dia 25 de janeiro de 2022 sido vacinada com uma dose 86% da população com mais de 12 anos e com dose completa 83%. Com uma terceira dose de reforço está vacinada 43% da população acima dos 18 anos.

A origem da epidemia na Suécia foi inicialmente atribuída à Itália. Em junho, Karin Tegmark Wisell da Autoridade Nacional da Saúde Pública retificou esse dado, afirmando que a origem desta epidemia estava não só na Itália como na Grã-Bretanha, França, Países Baixos e Estados Unidos, entre outros.
A Autoridade Nacional da Saúde Pública (Folkhälsomyndigheten) é a agência governamental responsável pela proteção contra esta doença contagiosa, e pela coordenação de medidas a nível nacional. Uma das suas responsabilidades está no rastreamento ativo dos contactos tidos pelas pessoas identificadas como portadoras da doença. No seu trabalho, coopera ativamente com o Centro Europeu de Prevenção e Controlo das Doenças (União Europeia; Estocolmo), e a Organização Mundial da Saúde (Organização das Nações Unidas; Genebra).

## Algumas medidas extraordinárias das autoridades suecas
- Não recomendado fechar escolas.[13]
- Não recomendado o uso de máscara de proteção. Motivo: Não está provada a sua eficácia e o seu uso poderia dar uma falsa sensação de segurança, podendo mesmo contribuir para maior propagação do vírus.[14][15][16]
- Retiradas as recomendações específicas para as pessoas com mais de 70 anos.[17][18]
- Restringidos ajuntamentos sociais a 8 pessoas. (Regra sem sanção; 8 de dezembro de 2020) [19]
- Alargamento das recomendações agravadas a 20 das 21 regiões da Suécia. Inclui todas as regiões menos a Região Jämtland Härjedalen.[20]
- Encomendadas 3 vacinas diferentes - Pfizer, Janssen Farmacêutica e AstraZeneca - em volume suficiente para vacinar toda a população da Suécia a partir de janeiro.[21]
- Reduzido o número de deputados presentes no Parlamento (Riksdagen), de 349 para 55. (16 de março de 2020) [22]

- Recomendada a limitação por iniciativa pessoal do número de utentes nos transportes públicos. (1 de abril) [23]
- Recomendado não usar transportes coletivos, mas sim ir a pé ou de bicicleta. (13 de junho) [24]
- Suspensa temporariamente a apresentação obrigatória de atestado médico para receber subsídio de doença. (13 de março) [25]
- Recomendado o encerramento das escolas secundárias e dos estabelecimentos de ensino superior, continuando o ensino a ser ministrado à distância. (17 de março) [26]
- Proibidas entradas na Suécia, de viajantes vindos de fora da Europa, com exceção para cidadãos nacionais, residentes e profissionais com justificações consideradas importantes. (19 de março) [27]
- Proibidas as visitas aos "lares de idosos" (äldreboende) (1 de abril) [28]
- Proibidas compras de medicamentos nas farmácias para mais de 3 meses. (1 de abril) [29]
- Recomendada a limitação do número de clientes nas lojas. (1 de abril) [23]
- Recomendadas atividades desportivas ao ar livre, e suspensão de jogos. (1 de abril) [23]
- Recomendado não fazer viagens desnecessárias ao estrangeiro. (3 de abril) [30]
- Encerramento dos parques de diversões durante o verão e a pandemia de COVID-19.[31]

## Cronologia

### Os primeiros casos
- O primeiro caso de coronavírus na Suécia foi confirmado em 31 de janeiro. A doente era uma mulher de cerca de 20 anos que tinha voltado à Suécia em 24 de janeiro, depois de ter estado na cidade chinesa de Wuhan, considerada o epicentro do novo coronavírus. Foi colocada em isolamento no hospital de Jönköping, e encontrava-se em estado estável. Foi declarada curada em 3 de março.[32][33][34][2][35][36]

- Quase um mês depois, no dia 26 de fevereiro, foi confirmado o segundo caso: Um homem de cerca de 30 anos foi internado no hospital Sahlgrenska, em Gotemburgo, depois de ter estado no norte de Itália.[37]

- Em 27 de fevereiro foram confirmados 5 novos casos: Três casos na Västra Götaland, um em Estocolmo e um em Uppsala. Dois dos doentes, com cerca de 30 anos, tinham tido contacto com o homem de Gotemburgo, e foram encontrados após busca ativa pelas autoridades. Os outros três tinham sido contagiados no Irão, na Alemanha, e no norte de Itália. Foram internados no hospital Sahlgrenska, em Gotemburgo, no hospital Karolinska, em Estocolmo, e no hospital de Uppsala.[38]

- No dia 28 de fevereiro, foram identificados quatro novos casos, dois em Estocolmo, um em Uppsala e um em Jönköping.[39]

- Em 29 de fevereiro, foram constatados mais dois casos: um na Västra Götaland e um em Estocolmo.[39]

- O 14º caso foi confirmado em 1 de março, na Västra Götaland. A vítima é uma pessoa de cerca de 30 anos, que esteve no norte de Itália com outra pessoa também infetada, e viajou de avião para Gotemburgo, com paragem na Alemanha.[40]

- Em 2 de março, foi anunciado mais um caso: Uma pessoa em Estocolmo, que tinha estado no Norte de Itália, está isolada no Hospital Universitário Karolinska.[41]

### Novos casos em novas cidades
- Em 3 de março, foi noticiado um novo caso na condado da Escânia, envolvendo um paciente que tinha estado no Norte de Itália.[42]
- No dia 5 de março, a Autoridade Nacional da Saúde Pública (Folkhälsomyndigheten) relata a existência de infetados detetados em Örebro, Gävleborg e Värmland, para além dos anteriores casos reportados em Västra Götaland, Estocolmo, Jönköping, Uppsala, e Escânia.[43][44]
- Em 10 de março, foi reportada a existência de novos casos em novos condados - Västerbotten, Norrbotten, Sörmland, Östergötland, Västernorrland e Jämtland-Härjedalen.[45]
- No dia 12 de março foram noticiados casos em todos os 21 condados do país.[46]
- Em 06 de abril, o país parou de realizar testes com cloroquina após alguns testes.[47][48]

### Surtos locais
- Ilha de Vrångö - A pandemia chegou à ilha de Vrångö, no arquipélago do Sul de Gotemburgo, e espalhou-se pelas outras ilhas.[49]
- Cidade mineira de Gällivare - A pandemia atingiu a mina da empresa LKAB e a própria cidade de Gällivare.[50][51][52]
- Cidade de Kalix - O número crescente de infetados atingiu os 70 na cidade de Kalix, no Norte da Suécia. A escola Innanbäckens skola foi encerrada.[53][54]
- Söderhamn - A escola Stentägtskolan foi encerrada depois de algumas pessoas terem sido contagiadas.[55]
- Uppsala (7 de outubro de 2020) - Contágios crescentes aumentam o número de pacientes e atingem pessoal médico em duas clínicas do Hospital Universitário de Uppsala (Akademiska sjukhuset).[56][57][58]
- Gotemburgo (24 de novembro de 2020) - 3 escolas foram parcialmente encerradas (Ryaskolan, Lindåsskolan, e outra não identificada). Mais de 100 escolas têm tido casos de contágio.[59]
- Gotemburgo (9 de dezembro de 2020) - Lar de idosos da ilha de Styrsö contabiliza 11 infetados entre 40 residentes, e número não público de infetados entre o pessoal.[60]
- Skellefteå (8 de fevereiro de 2021) - Cerca de 150 pessoas ligadas à fábrica de baterias Northvolt foram declaradas infetadas pela coronavid-19, das quais 30 com a estirpe britânica. Umas 1000 pessoas vindas de todo o Mundo trabalham nessa nova fábrica de baterias de lítio para automóveis elétricos.[61]
- Växjö (20 de outubro de 2021) - Surto de covid-19 em escola em Växjö: 5 classes de uma escola do 7-8-9 anos na cidade de Växjö foram mandadas para casa depois de 25 alunos terem ficado infetados com covid-19. Os jovens vão ter ensino à distância. A autoridade regional de controle e prevenção de infeções (Smittskydd) receia que venham a surgir mais surtos entre pessoas não-vacinadas. A própria escola vai proporcionar a vacinação aos alunos com mais de 12 anos na semana de 8 de novembro.[62]
- Mölnlycke (25 de novembro de 2021) - 50 alunos infetados na escola Furuhällsskolan (com 300 alunos dos 6 aos 12 anos) .[63]

## Localização
A região mais atingida é Estocolmo, seguida à distância pela Västra Götaland.

A Região Estocolmo
A Região Västra Götaland

## Locais

### Regiões mais atingidas da Suécia
- Estocolmo - Região do centro; cerca de 1 900 000 habitante
- Västra Götaland - Região do sudoeste; cerca de 1 700 000 habitantes
- Escânia - Região do sul; cerca de 1 300 000 habitantes
- Östergötland - Região do sul; cerca de 460 000 habitantes

### Hospitais envolvidos no surto de coronavírus
- Hospital Universitário Karolinska - Hospital do Condado de Estocolmo, em Solna e Huddinge
- Hospital Universitário Sahlgrenska - Hospital do Condado da Västra Götaland, em Gotemburgo e Mölndal
- Hospital Universitário da Escânia - Hospital do Condado da Escânia, em Lund e Malmö
- Hospital Regional de Ryhov - Hospital do Condado de Jönköping
- Hospital Universitário de Uppsala - Hospital do Condado de Uppsala
- Hospital Universitário de Örebro - Hospital do Condado de Örebro
- Hospital Regional de Södra Älvsborg - Hospital do Condado da Västra Götaland, em Borås
- Hospital de Gävle - Hospital do Condado de Gävleborg, em Gävle
- Hospital Central de Karlstad - Hospital do Condado da Värmland, em Karlstad

### Instituições oficiais envolvidas
- Autoridade Nacional da Saúde Pública (Folkhälsomyndigheten) [64][65]
- Autoridade Nacional da Proteção e Prevenção Social (Myndigheten för samhällsskydd och beredskap; MSB) [66]
- Direção-Geral da Saúde e Segurança Social (Socialstyrelsen) [67]
- Instituto Karolinska (Karolinska Institutet) [68]

Mapa animado mostrando casos confirmados de COVID-19 desde 12 de janeiro de 2020

## Tentativa de criar imunidade de grupo
O governo sueco rejeitou tomar rígidas medidas de confinamento e apostou na tentativa de criar imunidade de grupo. No início de maio, apenas 7,3% dos habitantes de Estocolmo, tinham desenvolvido anticorpos, algo bastante longe dos 60 a 70% necessários para criar a desejada e esperada imunidade de grupo.

A taxa de mortalidade na Suécia é muito superior à dos países vizinhos, com 379 mortes por milhão de habitantes. A Noruega tem 43, a Dinamarca 96 e a a Finlândia 55. Já Portugal, que tem praticamente o mesmo número de habitantes que a Suécia, tem 123 mortes por milhão.

Em 9 de outubro de 2020, a Noruega e a Dinamarca tinha restrições para os viajantes rumo à Suécia. A Dinamarca desaconcelhava idas às regiões de Halland, Blekinge, Estocolmo, Jämtland-Härjedalen, Kronoberg, Uppsala, Västmanland e Örebro. A Noruega desaconselhava idas à Gotland, Värmland, Västernorrland e Norrbotten.

## Posições polémicas na Suécia
- Não recomendado o uso de máscara de proteção (1) Não está provada a sua eficácia e poderia dar uma falsa sensação de segurança, podendo contribuir para maior propagação do vírus. (2) É melhor manter a distância.[14][75][76] (3) A atitude das autoridades fez as pessoas ficarem negativas em relação ao uso da máscara. (Tegnell) [77]
- Não há pressa em vacinar crianças dos 5 aos 12 anos.[78]

- Pequeno risco que a Covid-19 atinja e se dissemine na Suécia. (13 de fevereiro de 2020) [79]
- Os assintomáticos representam risco de contágio com significado negligenciável.[80]
- As restrições não têm nenhum efeito nos contágios. (25 de fevereiro de 2021) [81]
- Não às restrições de viagens de férias, porque os riscos podem ser maiores se as pessoas ficarem amontoadas nas suas áreas de residência.[82]
- A grande diferença de óbitos entre a Suécia e os países vizinhos depende do facto de os países se encontrarem em diferentes fases da epidemia. (25 de maio de 2020)[83]
- Negada assistência médica a muitos idosos com sintomas suspeitos de covid-19. Em numerosos casos, médicos e enfermeiros deram apenas medicamentos para aliviar sintomas, de acordo com diretivas recebidas.[84][85][86][87]
- A Covid-19 não se transmite pelo ar, mas sim apenas através da inalação de gotículas. (6 de novembro de 2020) [88]